# Боксар, Шая Ионович
Шая Ионович Боксар (24 августа 1921, г. Кременчуг, Полтавская губерния — 3 мая 1997, Голливуд, США) — советский инженер-электромеханик, специалист в области управления и эксплуатации боевых ракетных комплексов стратегического назначения, лауреат Ленинской премии (1961). Кандидат технических наук (1972).  Участник Великой Отечественной войны.

## Биография
С 1939 по 1946 г. служил в РККА. Место призыва: Октябрьский РВК, Украинская ССР, г. Киев, Октябрьский р-н. Дата поступления на службу: 05.10.1939. Дата окончания службы: 26.02.1946.
Воевал в составе Гвардейской мотострелковой Московской дивизии (1702 зенап 3 гв. А), старший лейтенант.
После окончания (с отличием) Ленинградского института точной механики и оптики (ЛИТМО) (1952) работал в г. Калининград Московской области на заводе № 88 МОП (будущее ОКБ «Энергия»): старший инженер, начальник цеха.
С 1955 по 1991 год в СКБ № 385 (впоследствии — КБ Машиностроения), г. Миасс Челябинской области: зам. начальника отдела, зам. главного конструктора по управлению и телеметрии, с 1973 года — зам. главного конструктора — начальник отделения, в 1986—1991 годах — старший научный сотрудник.
Участник разработки и освоения оперативно-тактических ракет Р-11, Р-17 и первого, второго и третьего поколений стратегических морских комплексов с ракетами Р-11ФМ, Р-13, Р-21, Р-27, Р-27У, Р-27К, Р-29, Р-29Р, Р-39, Р-29РМ и их модификаций (организация разработки и отработки систем управления и телеметрического контроля ракет).
Технический руководитель и заместитель председателя Государственной комиссии при отработке ракеты Р-21 на Южном морском полигоне и ракеты Р-27К при пусках с наземного стартового комплекса.
Под его руководством впервые была разработана и внедрена технология проведения заводских стендовых испытаний ракет на заводе-изготовителе с использованием специальных моделирующих установок, что позволило сократить аварийность и ускорить сроки.
Умер в 1997 году по одним данным в Голливуде, по другим, в Миассе.

## Награды
Лауреат Ленинской премии (1961). Награждён орденами Ленина (1969), Трудового Красного Знамени (дважды — 1963, 1978), Отечественной войны I степени (дважды — 1943, по архивным данным 11.05.1944, 1985), Отечественной войны II степени (07.06.1945), медалями.
Медали «За отвагу» (09.08.1941), «За победу над Германией в Великой Отечественной войне 1941–1945 гг.» (09.05.1945), «За освобождение Праги» (09.06.1945), «За оборону Москвы», «За взятие Берлина» (09.06.1945). 